# Hydrellia insulata
Hydrellia insulata är en tvåvingeart som beskrevs av Deonier 1971. Hydrellia insulata ingår i släktet Hydrellia och familjen vattenflugor.
Artens utbredningsområde är Maryland. Inga underarter finns listade i Catalogue of Life.